# Aptenorallus calayanensis
El rascón de Calayán (Aptenorallus calayanensis) es una especie de ave gruiforme de la familia Rallidae endémica de la isla de Calayán, en las slas Babuyán (Filipinas). Aunque era bien conocido por los nativos de la isla, no fue descubierto por la ciencia hasta ser observado por la ornitóloga Carmela Española en mayo de 2004, y su descubrimiento se anunció oficialmente el 16 de agosto de 2004. Su descripción formal como especie se publicó en la revista Forktail.

## Descripción
El rascón de Calayán es una de las 20 especies conocidas de rascones no voladores vivas. Es una especie pequeña de plumaje pardo oscuro, con las patas y el pico de color rojo anaranjado.

## Distribución y hábitat
Parece estar confinada en los bosques de las áreas de caliza coralina de la isla de Calayán, con un total de menos de 100 km². Se estima que existen unas 200 parejas en la isla, por lo que se clasifica como especie vulnerable.